# Kobczyk (zwyczajny)
Kobczyk (zwyczajny) (Falco vespertinus) – gatunek średniej wielkości ptaka drapieżnego z rodziny sokołowatych (Falconidae). W sezonie lęgowym zamieszkuje Eurazję, zimuje w Afryce. Narażony na wyginięcie.

## Systematyka
Takson blisko spokrewniony z kobczykiem amurskim (F. amurensis), dawniej często łączono je w jeden gatunek. Nie wyróżnia się podgatunków.

## Występowanie
Gatunek południowy. Zamieszkuje Eurazję na wschód od linii Wisła–Dunaj. Jego areał sięga środkowej Syberii. Natomiast w zachodniej i północnej Europie wyprowadza pojedyncze lęgi, gdzie spędza lato. Wędrowny, zimuje w południowej oraz wschodniej Afryce.
W Polsce dawniej sporadycznie lęgowy, obecnie nieregularnie przelotny lub zalatujący. Jego lęgi przed II wojną światową sporadycznie odnotowywano na południowym wschodzie kraju. Ostatni potwierdzony lęg na ziemiach polskich miał miejsce w 1942 roku pod Makowem Mazowieckim; w późniejszych latach obserwowano kilka razy zachowania sugerujące możliwość lęgu, jednak gniazdowania nie udało się potwierdzić. Np. w latach 80. XX w. prawdopodobnie pojedyncza para gniazdowała w okolicach Przemyśla. Obecnie w kraju uważany jest pod względem lęgów za ptaka wymarłego, choć lęgnie się w sąsiedniej Słowacji, wschodniej Austrii i na Węgrzech.
W kraju widywany jest w przelotach od końca kwietnia do połowy października, choć stwierdzono pojedynczego osobnika nawet w połowie stycznia. Najczęściej obserwowany w maju (wtedy wzrasta liczba ważek i innych większych owadów) oraz na przełomie sierpnia i września. Jesienią migrują głównie ptaki młode, które wylęgły się w południowej Europie. Mimo niskiej liczebności zdarzają się lata, kiedy dochodzi do częstszych nalotów – wtedy w stadach widuje się do 30 osobników. W 1999 i 2000 roku w dolinie Biebrzy natrafiano na grupy złożone z 6 osobników. Zwykle pojawia się jednak pojedynczo (70% obserwacji).
Od pewnego czasu gatunek ten pojawia się w Polsce w większych grupach, których liczebność związana jest prawdopodobnie z aktualnymi warunkami pogodowymi. W niektórych sezonach naloty mają nawet charakter masowy. Tak było np. w 2014 r., kiedy ptaki w różnej wielkości stadach były obserwowane niemal w całym kraju. Najliczniejsze stado, złożone z ok. 700 osobników, obserwowano latem na Pojezierzu Łęczyńsko-Włodawskim. Ponowny nalot kobczyków obserwowano w ciepłym roku 2015. Podobnie upalne lato 2019 r. przyniosło wraz z falami ciepłego powietrza ze wschodu również stada kobczyków, szacowane łącznie na kilka tysięcy osobników. W sierpniu i wrześniu ptaki te obserwowano nie tylko na południu kraju, od Podkarpacia i Wyżyny Lubelskiej po Dolny Śląsk, ale również wzdłuż całego wybrzeża Bałtyku, z największa koncentracją (grupy po ponad 100 osobników) w rejonie Mierzei Wiślanej. Informacje o różnej wielkości stadach pochodziły z Podlasia, Mazowsza czy Wielkopolski.

## Charakterystyka

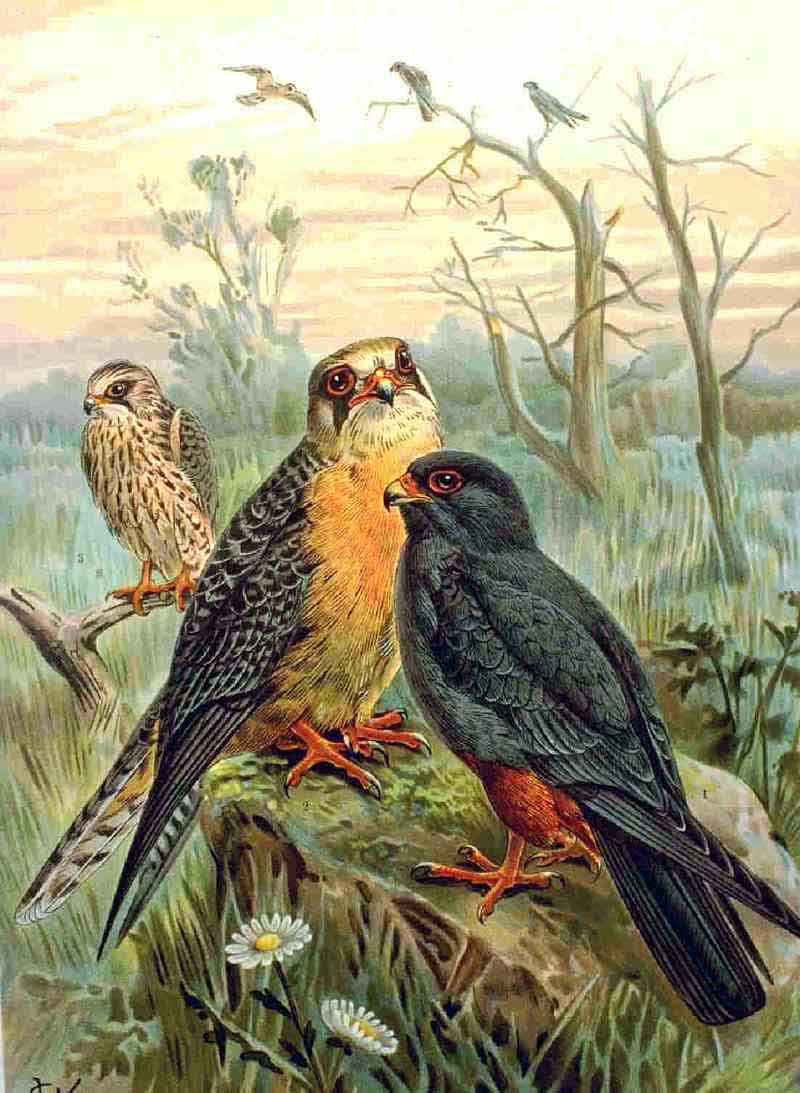
Dymorfizm płciowy. Od prawej dorosły samiec, dorosła samica i młoda samica.

### Cechy gatunku
W obrębie gatunku występuje wyraźny dymorfizm płciowy. Samiec z wierzchu matowociemnoszary; pokrywy podogonowe i nogawice rdzawe, srebrzyste lotki. Spód skrzydeł i ogona jednolite. Charakterystyczną cechą są pomarańczowe nogi, jak też pomarańczowoczerwona woskówka i obrączki wokół oczu. Samica jest większa od samca, ma płowordzawy wierzch głowy i spód ciała; szyję i policzki jaśniejsze, białawe. Wokół oczu ciemna „maska”. Wierzch ciała, skrzydła i ogon szare z ciemnymi, poprzecznymi prążkami. Ma też pomarańczowoczerwone nogi.

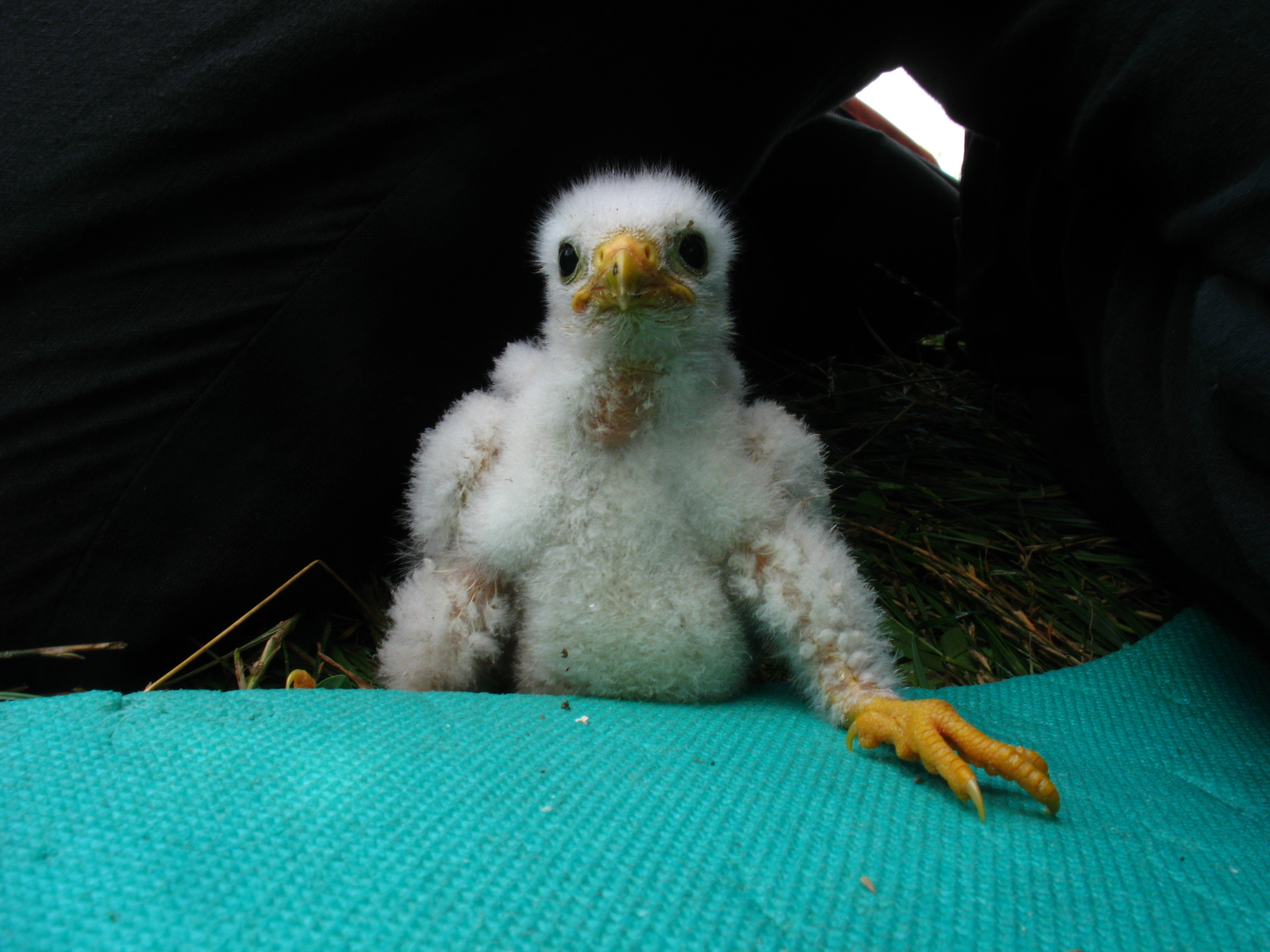
Pisklę

Ptaki w szacie juwenalnej mają brudnobiały, kreskowany spód i szary wierzch z płowymi obrzeżeniami piór. Skrzydła od spodu i pokrywy podskrzydłowe kreskowane. Głowa z brązowym karkiem i ciemieniem, czarna plama wokół oka, reszta biała. Samce w pierwszym lecie mają ciemne końce skrzydeł i kreskowany ich spód. Niektóre posiadają również nieco rdzawego na ciele. W drugiej zimie samiec ma już bardziej znoszone lotki, tworzące "okienka".

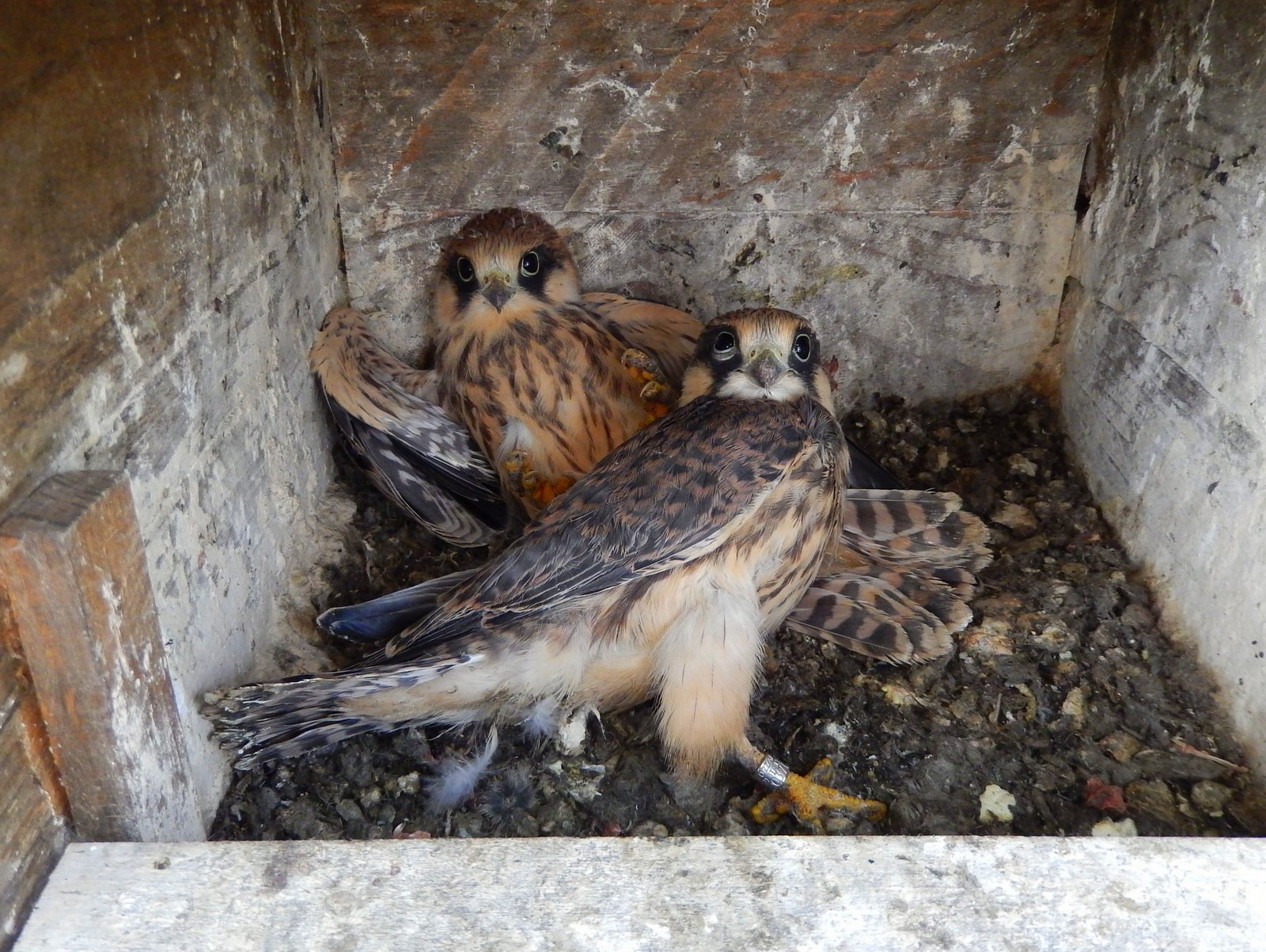
Szata juv.

Jest nieznacznie mniejszy od pustułki, ma krótszy ogon.

### Wymiary średnie i masa
- długość ciała z dziobem i ogonem – 28–34 cm[9]
- rozpiętość skrzydeł – 65–78 cm[9]
- długość ogona – 12–14 cm[9]
- masa ciała – samce 115–190 g, samice 130–197 g[4]

## Biotop
Obszary o zróżnicowanym otwartym krajobrazie, obejmujące zarówno luźne zadrzewienia, jak i pola uprawne, łąki i wzniesienia; wrzosowiska, stepy i lasostepy europejskiej części Rosji oraz bagna, gdzie występuje dużo owadów. Preferuje też tereny podmokłe, mokradła lub doliny rzeczne.

## Okres lęgowy

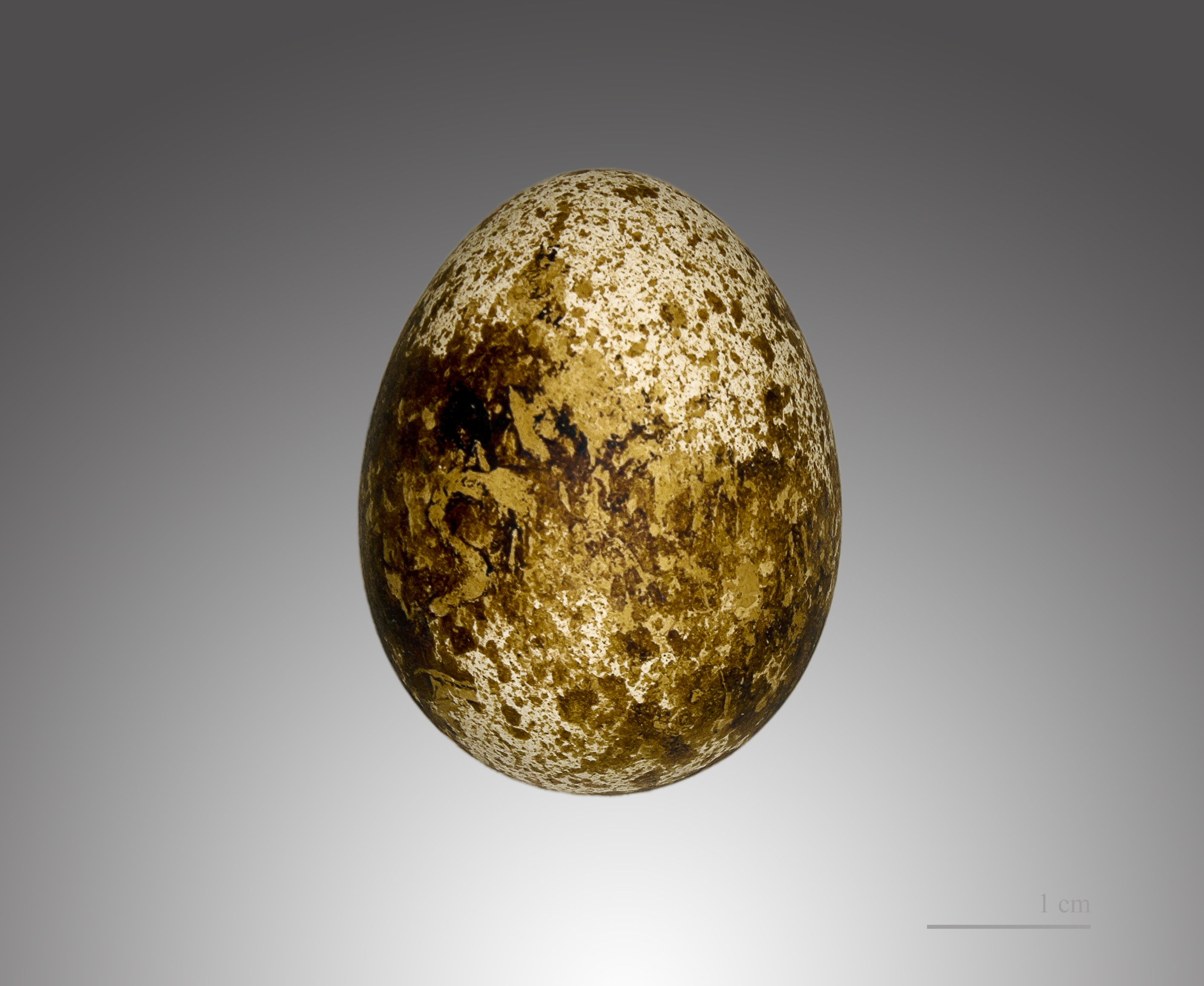
Jajo z kolekcji muzealnej

### Gniazdo
Zajmuje opuszczone gniazda wron, srok, gawronów i innych krukowatych lub duże dziuple w drzewach, nory lub półki skalne. Sam gniazd nie buduje. Często tworzy luźne kolonie, choć może gniazdować pojedynczo. Może również zamieszkać w sztucznych budkach lęgowych. Nad swoim rewirem lęgowym zawisa w powietrzu. Na przelotach nie wykazuje jednak takiego zachowania.

### Jaja
Wyprowadza jeden lęg w roku, składając w czerwcu 2 do 5, wyjątkowo 6 beżowych jaj o brunatnym, gęstym nakrapianiu.

### Wysiadywanie, pisklęta
Jaja wysiadywane są przez okres około 22-23 dni przez obydwoje rodziców. Pisklęta karmione są owadami, małymi ssakami i opuszczają gniazdo po 27–30 dniach, ale jeszcze są pod opieką przez 1-2 tygodnie.

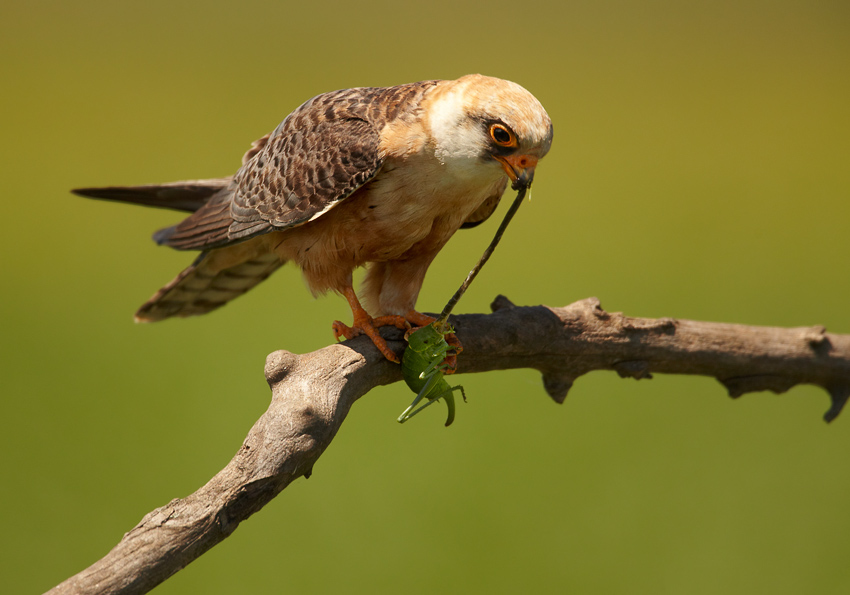
Samica wraz z upolowanym owadem

## Pożywienie
Ten niewielki sokół wyspecjalizowany jest w polowaniu na duże owady, głównie ważki, prostoskrzydłe (szarańczowate, świerszczowate) i chrząszcze. Rzadziej łowi drobne gryzonie, płazy, gady, a nawet małe ptaki. Poluje często o zmierzchu, zarówno w locie, jak i z czatowni. Czatuje na słupkach, uschniętych gałęziach czy przewodach elektrycznych, skąd zrywa się w pogoni za owadami. Chwyta je zarówno na ziemi, jak i w powietrzu. Często chadza po ziemi pomiędzy pikowaniami. To ptak towarzyski, również polowania chętnie wykonuje stadnie.

## Status i ochrona
Międzynarodowa Unia Ochrony Przyrody (IUCN) od 2021 roku uznaje kobczyka za gatunek narażony na wyginięcie (VU – vulnerable); wcześniej, od 2005 roku miał on status gatunku bliskiego zagrożenia (NT – near threatened), a jeszcze wcześniej – gatunku najmniejszej troski (LC – least concern). Liczebność światowej populacji, w oparciu o dane organizacji BirdLife International dla Europy z 2021 roku, szacuje się na 287 500 – 400 000 dorosłych osobników. Globalny trend liczebności populacji uznaje się za spadkowy.
Na terenie Polski gatunek ten jest objęty ścisłą ochroną gatunkową. Na Czerwonej liście ptaków Polski został sklasyfikowany jako gatunek wymarły regionalnie (RE). Przyczyną jego wymarcia w Polsce jest prawdopodobnie stosowanie przez rolników chemicznych środków ochrony roślin, zwłaszcza owadobójczych.